# Изпълнителна власт на Северна Македония
Правителството на Северна Македония e носител на изпълнителната власт в Северна Македония и е съставено от Министър-председател и министри. Правителството се избира от Събранието на Северна Македония с квалифицирано мнозинство.
Първото правителство на Македония е създадено на първото заседание на АСНОМ на 2 август 1944, през Втората световна война. До 2017 г. в Северна Македония са управлявали общо 25 правителства и 16 премиера. В периода от 1945 до 1991 година начело на македонските правителства, които в един период се наричат Изпълнителен съвет, застават осем премиера, а от 1991 до 2017 година още осем премиера са създали правителства.

## История
Първият орган на изпълнителната власт в Народна Република Македония е Президиума на АСНОМ, който е ръководен орган на АСНОМ с изпълнителни и законодателни правомощия. Избран е на Първото заседание на АСНОМ на 2 август 1944 година и действа до Третото заседание на АСНОМ през април 1945 година, когато са реконституира като Президиум на Народното Събрание на Македония. Своите законодателни правомощия извършва в периодите между пленарните заседания на АСНОМ, а изпълнителните правомощия - самостоятелно. Първият президент на Президиума на АСНОМ е Методи Андонов Ченто.
Първото правителство на Социалистическа република Македония е създадено на 16 април 1945 година с решение на Третото заседание на АСНОМ. Негов премиер-министър е Лазар Колишевски, а приоритетни цели в програмата му са подобряване на здравеопазването, борба против неграмотността, узаконяване на кирилицата и правописа на македонската литературна норма, развитие на училищата и създаването на университет, развитие на народната съдебна власт, борба против бюрокрацията, както и демократизация на органите на народната власт чрез въвеждане свободни и тайни избори.
В периода от 1944 до 2009 в Северна Македония са избират общо 24 правителства и 13 премиера. В периода от 1945 до 1991 година начело на македонските правителства, които в един период са наричани Изъпълнителен съвет (на м.л.н. - Извършен съвет), застават осем президента, а от 1991 до 2005 година пет премиера оглавяват правителства. Колишевски е бил най-дълго на ръководната позиция – в четири правителства с мандат от две години от 1945 до 1953 година. Три пъти премиер на правителство бил Ксенте Богоев в периода от 1968 до 1971 година, Любчо Арсов, Никола Минчев и Благой Попов са начело на македонските правителства по два пъти. Арсов има мандат от 1953 до 1958, Минчев от 1965 до 1967, а Попов от 1974 до 1978 година. По веднъж премиерската функция изпълняват Александър Гърличков от 1963 до 1965 година, Драголюб Ставрев от 1982 до 1986 и Глигорие Гоговски от 1986 до 1991 година.
Гоговски е последният премиер на Изпълнителния съвет на СРМ, и с него завършва ерата на социалистическото общество в Македония и се отваря новия плурален многопартиен модел в независима и суверенна Северна Македония. Първите парламентарни избори се провеждат на 11 ноември 1990 година, с които се избира първото правителство на самостоятелна Северна Македония начело с Никола Клюсев. От 1991 г. насам Бранко Цървенковски три пъти създава правителство – 1992, 1994 и 2002, Никола Груевски четири – 2006, 2008, 2011 и 2014, а Никола Клюсев (1991), Любчо Георгиевски (1998), Хари Костов (2004), Владо Бучковски (2004), Емил Димитриев (2016) и Зоран Заев (2017) по веднъж.

### Хронология на премиерите на Правителството на РМ
| Име                  | Функция                                      | Период      | Партия                 |
| Методи Андонов Ченто | Президент на Президиума на АСНОМ             | 1944 – 1945 | КПМ                    |
| Лазар Колишевски     | Президент на Изпълнителния съвет на НРМ      | 1945 – 1953 | КПМ                    |
| Любчо Арсов          | Президент на Изпълнителния съвет на НРМ      | 1953 – 1960 | СКМ                    |
| Александър Гърличков | Президент на Изпълнителния съвет на НРМ      | 1963 – 1965 | СКМ                    |
| Никола Минчев        | Президент на Изпълнителния съвет на НРМ      | 1965 – 1967 | СКМ                    |
| Ксенте Богоев        | Президент на Изпълнителния съвет на СРМ      | 1968 – 1971 | СКМ                    |
| Благой Попов         | Президент на Изпълнителния съвет на СРМ      | 1974 – 1978 | СКМ                    |
| Драголюб Ставрев     | Президент на Изпълнителния съвет на СРМ      | 1982 – 1986 | СКМ                    |
| Глигорие Гоговски    | Президент на Изпълнителния съвет на СРМ      | 1986 – 1991 | СКМ                    |
| Никола Клюсев        | Президент на Правителството на РМ            | 1991 – 1992 | експертно правителство |
| Бранко Цървенковски  | Министър-председател на Правителството на РМ | 1992 – 1998 | СДСМ                   |
| Любчо Георгиевски    | Министър-председател на Правителството на РМ | 1998 – 2002 | ВМРО-ДПМНЕ             |
| Бранко Цървенковски  | Министър-председател на Правителството на РМ | 2002 – 2004 | СДСМ                   |
| Хари Костов          | Министър-председател на Правителството на РМ | 2004        | СДСМ                   |
| Владо Бучковски      | Министър-председател на Правителството на РМ | 2004 – 2006 | СДСМ                   |
| Никола Груевски      | Министър-председател на Правителството на РМ | 2006 – 2016 | ВМРО-ДПМНЕ             |
| Емил Димитриев       | Министър-председател на Правителството на РМ | 2016 – 2017 | служебно правителство  |
| Зоран Заев           | Президент на Правителството на РСМ           | 2017 – 2020 | СДСМ                   |
| Оливер Спасовски     | Президент на Правителството на РСМ           | 2020        | служебно правителство  |
| Зоран Заев           | Президент на Правителството на РСМ           | 2020 – 2022 | СДСМ                   |
| Димитър Ковачевски   | Президент на Правителството на РСМ           | 2022 – 2023 | СДСМ                   |
| Талат Джафери        | Президент на Правителството на РСМ           | 2024        | служебно правителство  |
| Християн Мицкоски    | Президент на Правителството на РСМ           | 2024 –      | ВМРО-ДПМНЕ             |

## Правомощия
Според Конституцията на Северна Македония от 1991 година, правомощията на македонското правителство са:
- да утвърждава политиката на изпълнението на законите и другите предписания на Събранието и да носи отговорност за това;
- да предлага закони, държавен бюджет и други предписания в Събранието;
- да предлага просторен план на държавата;
- да предлага решение за резервите на държавата и да се грижи за тяхно извършване;
- да издава наредби и други предписания за изпълнението на законите;
- да ръководи и организира работата на министерствата и другите органи на управата и да извършва надзор над тяхната дейност;
- да дава мнение за предложенията на закони и други предписания, които се подават в Събранието от други овластени лица;
- да взима решения за признаване на държави и правителства;
- да учредява дипломатически и консулски отношения с други държави;
- да предлага решения за отваряне на дипломатическо-консулски представителства в чужбина;
- да избира посланици и представители на Северна Македония в чужбина и да номинира ръководители на консулски мисии;
- да предлага публичен прокурор;
- да избира и освобождава лица изпълняващи публични и други функции, определени от Конституцията и законите;
- да върши други работи, определени от Конституцията и законите.

Правителството и всеки негов член отговарят пред Събранието за своята работа. Решението за гласуване на недоверие на Правителството се постига с мнозинство гласове от общия брой депутати. Ако Правителството получи вот на недоверие, е длъжно да подаде оставка.

## Начин на избор
След общи парламентарни избори Президентът на Северна Македония е дължен в срок от десет дни от конституирането на новоизбраното Събрание да възложи мандат за съставяне на Правителство на кандидата на партията (или партиите), който (които) имат мнозинство в Събранието на Северна Македония. След това кандидатът за министър-председател в срок от 20 дни от получаване на мандата подава програма на Събранието и предлага го състава на Правителството. След като го направи, Събранието избира Правителството с мнозинство гласове от общия брой депутати.